# MTV Europe Music Awards 1998
Gli MTV Europe Music Awards 1998 sono stati trasmessi da Milano, Italia il 12 novembre 1998 in diretta dal Mediolanum Forum. È stata la 5 edizione della omonima premiazione e fu condotta da Jenny McCarthy.
In questa edizione furono aggiunte sei nuove categorie, tra cui gli MTV Selects; Regno Unito e Irlanda, Europa settentrionale, centrale e meridionale. Le grandi vincitrici della serata furono le Spice Girls e Madonna con due premi ciascuna. Mel C, alias Sporty Spice, ed Emma Bunton, la Baby Spice, ritirarono il trofeo in rappresentanza della band. La manifestazione segna la prima apparizione nella televisione italiana (ed una delle primissime in ambito europeo) della girl band Destiny's Child, ospiti nella performance di "Ghetto Supastar (That Is What You Are)" del rapper Pras Michel.

## Vincitori
I vincitori sono indicati in grassetto.

### Miglior canzone
- All Saints – Never Ever
- Cornershop – Brimful of Asha
- Natalie Imbruglia – Torn
- Savage Garden – Truly Madly Deeply
- Robbie Williams – Angels

### Miglior video
- Aphex Twin – Come to Daddy
- Beastie Boys – Intergalactic
- Eagle Eye Cherry – Save Tonight
- Garbage – Push It
- Massive Attack – Teardrop

### Miglior album
- All Saints — All Saints
- Beastie Boys — Hello Nasty
- Madonna — Ray of Light
- Massive Attack — Mezzanine
- Robbie Williams — Life thru a Lens

### Miglior artista femminile
- Mariah Carey
- Céline Dion
- Natalie Imbruglia
- Janet Jackson
- Madonna

### Miglior artista maschile
- Eagle Eye Cherry
- Ricky Martin
- Puff Daddy
- Will Smith
- Robbie Williams

### Miglior gruppo
- All Saints
- Backstreet Boys
- Beastie Boys
- Garbage
- Spice Girls

### Miglior rivelazione
- All Saints
- Aqua
- Eagle Eye Cherry
- Five
- Natalie Imbruglia

### Miglior artista pop
- Aqua
- Backstreet Boys
- Boyzone
- Five
- Spice Girls

### Miglior artista dance
- Dario G
- Faithless
- Fatboy Slim
- Madonna
- The Prodigy

### Miglior artista rock
- Aerosmith
- Garbage
- Marilyn Manson
- Rammstein
- The Smashing Pumpkins

### Miglior artista rap
- Busta Rhymes
- Beastie Boys
- Missy Elliott
- Pras
- Puff Daddy

### Free Your Mind
- B92

## Esibizioni
- All Saints – Lady Marmalade
- Aqua – Turn Back Time / Lollipop (Candyman) / Barbie Girl / Doctor Jones / My Oh My
- Busta Rhymes – Turn It Up / Gimme Some More
- Faithless – God is a DJ
- Five – Everybody Get Up
- Madonna – The Power of Good-Bye
- Manic Street Preachers – If You Tolerate This Your Children Will Be Next
- Pras (featuring Destiny's Child) – Blue Angels / Ghetto Supastar (That Is What You Are)
- Rammstein – Du hast
- R.E.M. – Daysleeper
- Robbie Williams – Millennium / Let Me Entertain You